# 赵国钧
赵国钧（1943年—），辽宁沈阳人，中国人民解放军将领、中国人民解放军海军中将。 
2001年，授予中国人民解放军海军中将，曾任南京军区副司令员兼海军东海舰队司令员。 
2008年，当选第十一届全国政协委员，代表特别邀请人士，分入第五十五组。